# Louis-Guillaume Le Veillard
Pour les articles homonymes, voir Veillard.
Louis-Guillaume Le Veillard, est un écuyer, doyen des gentilshommes de la Chambre du roi, chimiste, médecin, premier maire de Passy, ancienne commune qui fait aujourd'hui partie du 16e arrondissement de Paris, né à Dreux le 17 avril 1733 et guillotiné à Paris le 15 juin 1794. 

## Les eaux de Passy
Dès 1772, le prince de Condé accorde à Louis-Guillaume Le Veillard, exploitant des eaux de Passy, la concession de la source sulfureuse d'Enghien-les-Bains pour quatre ans, mais il ne put de fait exploiter la source, faute d'obtention des autorisations nécessaires auprès de la faculté de médecine. Une nouvelle concession lui est accordée, cette fois-ci pour soixante ans, à charge pour lui de payer au prince une charge de quarante francs, de « continuer les sollicitations pour obtenir les approbations nécessaires à l'exploitation du débit des eaux et de tenir en bon état les regards et réservoirs de la fontaine qu'il a construite en 1772 ». 
En 1781, il fait édifier un nouveau bassin en pierre. La même année, de nouvelles voitures à trente sols de l'heure furent mises en service pour les gens ne disposant pas de carrosses. Les carrosses quant à eux parcourent la vallée de Montmorency pour douze sols par place et par lieue, et contribuent à faire augmenter la fréquentation de la source. Un article écrit par deux médecins paraît dans le Journal de Paris du 24 mai 1787 et décrit comment le secrétaire des commandements du prince de Condé s'est trouvé guéri d'un mal qui le rongeait depuis dix ans par la vertu des eaux d'Enghien. L'article contribue à accroître la notoriété grandissante de la station thermale naissante. À cette époque, le hameau d'Enghien n'est encore constitué que de quelques chaumières entourant la maison du meunier. Deux cabanes abritent les baignoires rudimentaires des premiers curistes.
En février 1790, à la Révolution, après la décision de créer dans chaque paroisse une municipalité, il est élu maire de Passy. Le vote s'était déroulé dans l'église Notre-Dame-de-Grâce, seule salle suffisamment grande pour accueillir les électeurs. Il prête serment dans la cour du château de la Muette.

## L'ami de Franklin
Le Veillard était un ami très proche de Benjamin Franklin, avec lequel il entretenait une importante correspondance. Franklin lui confia le manuscrit de ses mémoires. Le manuscrit, considéré comme perdu, resta dans la famille avant de réapparaitre en 1867. C'est également Le Veillard qui prononça l'éloge funèbre de Franklin à sa mort.